# Perclorat de potassi
El perclorat de potassi és un compost inorgànic, una sal, que conté anions perclorat {\displaystyle {\ce {ClO4-}}}i cations potassi {\displaystyle {\ce {K^+}}}, la qual fórmula química és {\displaystyle {\ce {KClO4}}}. És un oxidant potent i crea una força explosiva en la reacció amb compostos orgànics.
El perclorat de potassi es presenta normalment com un sòlid cristal·lí incolor. Cristal·litza formant cristalls ortoròmbics transparents. Es descompon a 400 °C. És soluble en aigua (15 g/L a 25 °C). La seva densitat és de 2,53 g/cm³.
El {\displaystyle {\ce {KClO4}}} es produeix per la reacció del clorur de potassi {\displaystyle {\ce {KCl}}} amb perclorat de sodi {\displaystyle {\ce {NaClO4}}} segons la reacció:
{\displaystyle {\ce {KCl + NaClO4 -> KClO4 + NaCl}}}

## Aplicacions

### Oxidant
El perclorat de potassi és un agent oxidant potent que reacciona espontàniament amb moltes substàncies orgàniques produint-ne la seva combustió. Amb la glucosa el procés es pot escriure com:
{\displaystyle {\ce {3 KClO4 + C6H12O6 -> 6 H2O + 6 CO2 + 3 KCl}}}

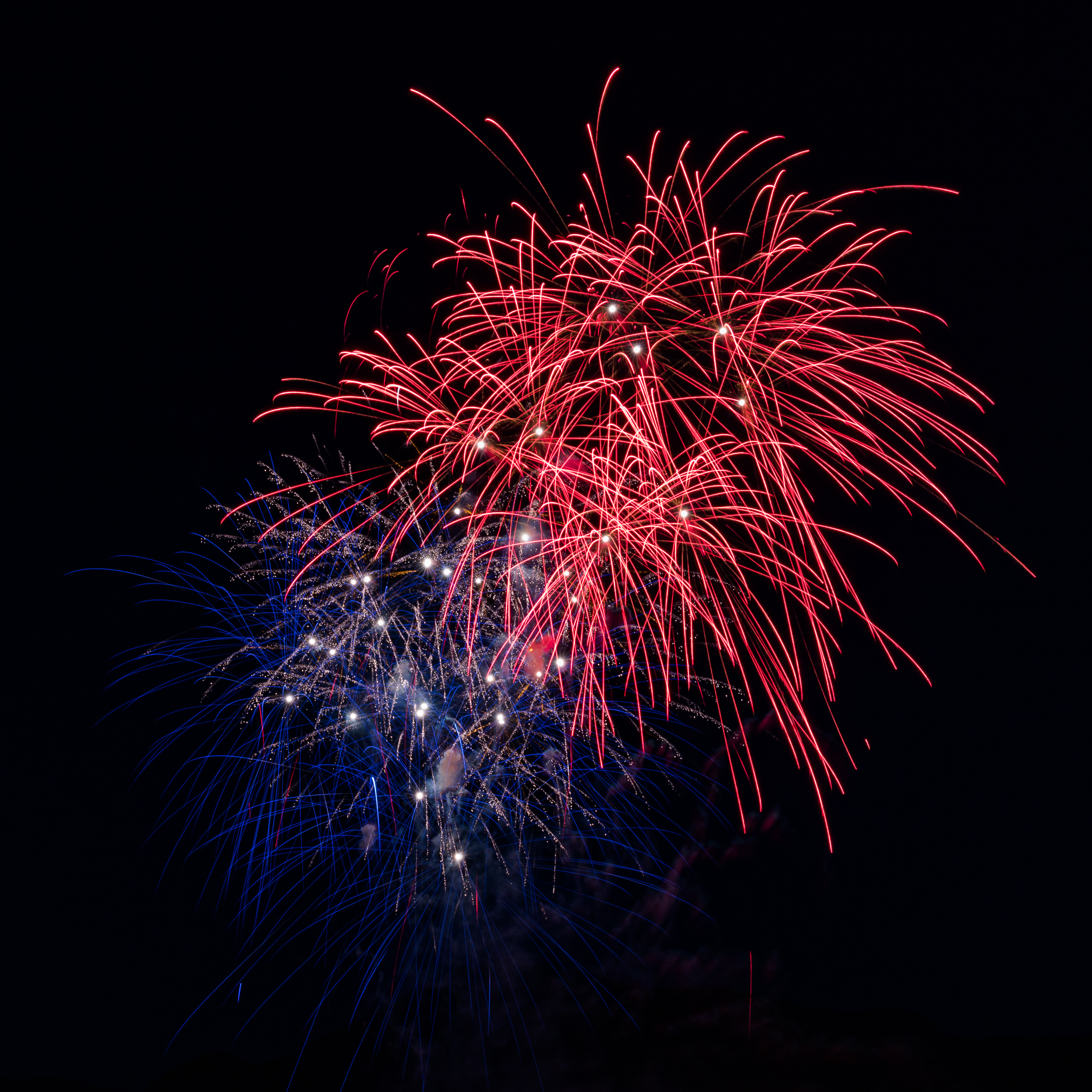
Els focs artificials empren perclorat de potassi o perclorat d'amoni per produir la combustió

Les seves propietats oxidants s'utilitzen en la fabricació de focs artificials, llumins segurs, agent propulsor de coets, bengales de senyal i explosius. És un propulsor de coets perquè crema els combustibles (parafina, querosè, hidrogen líquid i alcohol) a un ritme ràpid i sense deixar enrere pes mort (cendra o residu), té un alt valor calorífic (és a dir, la quantitat de calor que es desprèn durant la combustió) que augmenta l'eficiència del combustible i produeix grans volums de gasos per cada gram de combustible.

### Agent antitiroïdal
A mitjans del segle XX el perclorat de potassi s'emprà com a agent antitiroïdal per al tractament de l'hipertiroïdisme, la condició que resulta quan la glàndula tiroide produeix una quantitat excessiva d'hormones (tiroxina i triiodotironina). És un membre de la sèrie d'ions de Hofmeister amb propietats de bloqueig de la tiroides. El perclorat de potassi és un inhibidor competitiu de la captació de iode mitjançant la inhibició del simportador Na+/I– (NIS) de iodur de sodi a la membrana de la cèl·lula fol·licular de la glàndula tiroide. Això es tradueix en una disminució de la síntesi d'hormones tiroïdals. Tanmateix l'ús terapèutic del perclorat de potassi en trastorns de la tiroides ha cessat a causa d'un alt risc de desenvolupar anèmia aplàstica i síndrome nefròtica.

### Desinfectant
El perclorat de potassi s'utilitza popularment com a desinfectant, un agent que inhibeix, neutralitza o destrueix microorganismes nocius.

### Altres
El perclorat de potassi s'utilitza per fabricar equips de respiració de protecció utilitzats en avions de caça en cas de despressurització. Altres usos inclouen tubs electrònics, reactors nuclears, additius per a olis lubricants, fabricació de cautxú, refinació d'alumini, com a fixador de colorants i teixits, d'acabat de cuir i d'adob, en galvanitzat i en producció d'esmalts i pintures.